# والنتینا ایلیوا
والنتینا ایلیوا (بلغاری: Валентина Илиева؛ زادهٔ ۱۲ مارس ۱۹۶۲) بازیکن والیبال اهل بلغارستان است.
از باشگاه‌هایی که در آن بازی کرده‌است می‌توان به اشاره کرد.